# Jugamphicteis sargassoensis
Jugamphicteis sargassoensis är en ringmaskart som först beskrevs av Hartman och Fauchald 1971.  Jugamphicteis sargassoensis ingår i släktet Jugamphicteis och familjen Ampharetidae. Inga underarter finns listade i Catalogue of Life.